# ساندي ماكجريجور
ساندي ماكجريجور (ولد في 1940) هو مؤلف أسترالي وضابط سابق في الجيش.
ويشتهر أن لدي مهارات خاصة في استخدام قوة العقل الباطن